# Premi Carlemany
Der Premi Carlemany de novel·la ist ein katalanischer Literaturpreis, der alljährlich für Romane vergeben wird. Ausgeschrieben und finanziert wird der Preis von der andorranischen Regierung sowie den Verlagen Fundació Enciclopèdia Catalana, Columna Edicions und Edicions Proa.
Autoren können unveröffentlichte Romane in katalanischer Sprache einreichen. Der Preis ist mit 36.000 Euro dotiert. Die Vergabe erfolgt normalerweise im September.

## Preisträger
- 1994 – Maria Mercè Marçal, für La passió segons Renée Vivien
- 1995 – Maria de la Pau Janer, für Natura d’anguila
- 1996 – Robert Saladrigas, für La mar no està mai sola
- 1997 – Gabriel Janer Manila, für Els jardins incendiats
- 1998 – Lluís-Anton Baulenas i Setó, für El fil de plata
- 1999 – Antoni Morell, für La neu adversa
- 2000 – Lluís Racionero, für L’últim càtar
- 2001 – Jordi Arbonès i Freixas, für L’escala de Richter
- 2002 – Albert Salvadó, für Els ulls d’Hannibal
- 2003 – Joan Agut, für Pastís de noces
- 2004 – Vicenç Villatoro, für La derrota de l’àngel
- 2005 – Francesc Puigpelat, für Els llops
- 2006 – Albert Villaró, für Blau de Prússia
- 2007 – Jordi Coca, für La noia del ball
- 2008 – Antoni Pladevall, für La papallona negra
- 2009 – Julià de Jòdar, für Pastoral catalana
- 2010 – Bea Cabezas, für La ciutat vertical
- 2011 – Salvador Macip, für Hipnofòbia
- 2012 – Núria Pradas i Andreu, für Sota el mateix cel
- 2013 – Antoni López Massó, für L'home dels ulls grisos
- 2014 – Verónica Sánchez Orpella, für L'escapista